# Penny Johnson Jerald
Penny Johnson Jerald (ur. 14 marca 1961 w Baltimore) – amerykańska aktorka, aktywna w branży filmowej od roku 1984.

## Życie prywatne
Jest absolwentką Juilliard School. W 1982 roku poślubiła Gralina Jeralda, z którym ma córkę Danyel (ur. 1982).

## Filmografia

### Film
| Tytuł filmu               | Oryginalny tytuł                        | Rok produkcji | Rola             |
| ------------------------- | --------------------------------------- | ------------- | ---------------- |
| Szybka zmiana             | Swing Shift                             | 1984          | Genevieve        |
| Wzgórza mają oczy II      | The Hills Have Eyes Part II             | 1985          | Sue              |
| Kalejdoskop               | Kaleidoscope                            | 1990          | Paula            |
| Nocne wizje               | Night Visions                           | 1990          | Luanne           |
| West Point. Rocznik 61    | Class of '61                            | 1993          | Lavinia          |
| Po co raperom czapki?     | Fear of a Black Hat                     | 1993          | Re-Re            |
| Empty Cardle              | Empty Cardle                            | 1993          | Gail Huddle      |
| Tina                      | What's Love Got to Do with It           | 1993          | Lorraine Taylor  |
| Molly & Gina              | Molly & Gina                            | 1994          | Maria            |
| Zbuntowany android        | Automatic                               | 1995          | Julia Rodriguez  |
| Napis na murze            | The Writing on the Wall                 | 1996          | Geraldine        |
| Polisa na śmierć          | Death Benefit                           | 1996          | Sylvia Guzman    |
| Droga do Galveston        | Road to Galveston                       | 1996          | Laney Roosevelt  |
| Władza absolutna          | Absolute Power                          | 1997          | Laura Simon      |
| Złamana przysięga         | A Test of Love                          | 1999          |                  |
| A Secret Life             | A Secret Life                           | 1999          | Hope             |
| Z premedytacją            | Deliberate Intent                       | 2000          | Laura Harmon     |
| Kolor przyjaźni           | The Color of Friendship                 | 2000          | Roscoe Dellums   |
| 11 września: Czas kryzysu | DC 9/11: Time of Crisis                 | 2003          | Condoleezza Rice |
| Tajemny świat szpiegostwa | Secrets of the International Spy Museum | 2004          | Gość             |
| The Path to 9/11          | The Path to 9/11                        | 2006          | Condoleezza Rice |

### Serial
| Tytuł filmu                      | Oryginalny tytuł                                | Rok produkcji | Rola                            |
| -------------------------------- | ----------------------------------------------- | ------------- | ------------------------------- |
| T.J. Hooker                      | T.J. Hooker                                     | 1984          | Lisa Cody                       |
| Posterunek przy Hill Street      | Hill Street Blues                               | 1984          | Jackie DeWitt                   |
| The Paper Chase                  | The Paper Chase                                 | 1984–1986     | Vivian Conway                   |
| The Jeffersons                   | The Jeffersons                                  | 1985          | Donelle                         |
| Simon & Simon                    | Simon & Simon                                   | 1985, 1988    | Hanna McKenzie, Evelyn Jacobson |
| Rok w piekle                     | Tour of Duty                                    | 1989          | Jan Hudson                      |
| Homeroom                         | Homeroom                                        | 1989          | Virginia Harper                 |
| Świat pana trenera               | Coach                                           | 1990          | Susan                           |
| Parker Lewis nigdy nie przegrywa | Parker Lewis Can't Lose                         | 1990          | Miriam Donnelly                 |
| Columbo                          | Columbo                                         | 1991          | Maxine Jarrett                  |
| The Larry Sanders Show           | The Larry Sanders Show                          | 1992–1998     | Beverly Barnes                  |
| Star Trek: Następne pokolenie    | Star Trek: The Next Generation                  | 1994          | Dobara                          |
| Star Trek: Stacja kosmiczna      | Star Trek: Deep Space Nine                      | 1995–1999     | Kasidy Yates                    |
| Grace w opałach                  | Grace Under Fire                                | 1996          | Bailey Alford                   |
| Cosby                            | Cosby                                           | 1997          | Penny                           |
| The Gregory Hines Show           | The Gregory Hines Show                          | 1997          | Elizabeth                       |
| Ostry dyżur                      | ER                                              | 1998–1999     | Lynette Evans                   |
| Sprawy rodzinne                  | Family Law                                      | 2000          | Christine Webber                |
| Z Archiwum X                     | The X Files                                     | 2001          | Dr Hellura Lyle                 |
| Kancelaria adwokacka             | The Pracice                                     | 2001          | adwokat Laura Garrett           |
| Citizen Baines                   | Citizen Baines                                  | 2001          | Denise Willis                   |
| 24 godziny                       | 24                                              | 2001–2004     | Sherry Palmer                   |
| Dotyk anioła                     | Touched by an Angel                             | 2002          | Eleanor                         |
| Frasier                          | Frasier                                         | 2003          | Carol                           |
| Eve                              | Eve                                             | 2005–2006     | Beverly Williams                |
| 4400                             | The 4400                                        | 2007          | Rebecca Parish                  |
| Powrót na October Road           | October Road                                    | 2007–2008     | dziekan Leslie Etwood           |
| Agenci NCIS                      | Navy NCIS: Naval Criminal Investigative Service | 2009–2010     | Joanne Torrence                 |
| Kości                            | Bones                                           | 2010          | Rachel Adams                    |
| Castle                           | Castle                                          | 2011–2016     | kapitan Victoria Gates          |
| Orville                          | The Orville                                     | 2017 -        | dr Claire Finn                  |